# Meltdown: Live in Mexico City
Meltdown: Live in Mexico is een livealbum van King Crimson. De band bracht gedurende haar bestaan en perioden van “buiten dienst zijn” talloze livealbums uit. Meltdown kwam in een kartonnen boxje waarin verdeeld over twee mini-elpeehoezen drie compact discs en één dvd waren verpakt. Het werd tevens begeleid door een boekwerkje, waarin een dagboek werd afgedrukt geschreven door bassist Levin en drummer Rieflin. Het spelende oktet was volgens Fripp het beste tot dan toe, maar voordat dat oktet verder kon gaan overleed Rieflin. Opnamen vonden plaats tussen 14 en 19 juli 2017 toen de band een concertreeks gaf in het Teatro Metropólitan in Mexico-Stad.

## Musici
- Robert Fripp – gitaar, toetsinstrumenten
- Mel Collins – saxofoons, dwarsfluit
- Tony Levin – basgitaar, Chapman Stick, achtergrondzang
- Pat Mastelotto – drumstel, percussie
- Gavin Harrion – drumstel
- Jeremy Stacey – drumstel, toetsinstrumenten
- Jakko Jakszyk – gitaar, dwarsfluit, zang
- Bill Rieflin - toetsinstrumenten

## Muziek
| Nr. | Titel                                                                       | Duur |
| --- | --------------------------------------------------------------------------- | ---- |
| 1.  | Walk on (Fripp, Collins, Levin)                                             | 3:46 |
| 2.  | Lark’s tongue in Aspic, Part one (Fripp, Cross, Wetton, Bruford, Muir)      | 9:28 |
| 3.  | Neurotica (Fripp, Belew, Bruford, Levin)                                    | 4:57 |
| 4.  | Cirkus (Fripp, Sinfield)                                                    | 7:40 |
| 5.  | Lizard (The battle of glass tears-Dawn song) (Frip, Sinfield)               | 2:19 |
| 6.  | Lizard (The battle of glass tears-Last skirmish) (Fripp, Sinfield)          | 6:10 |
| 7.  | Lizard (The batlle of glass tears)-Prince Rupert’s lament (Fripp, Sinfield) | 2:30 |
| 8.  | The hell hounds of Krim (Haerrison, Mastelotto, Rieflin)                    | 3:42 |
| 9.  | Red (Fripp)                                                                 | 6:42 |
| 10. | Fallen angel (Fripp, Wetton, Palmer-James)                                  | 6:08 |
| 11. | Islands (Fripp, Sinfield)                                                   | 9:02 |
| 12. | The talking drum (Fripp, Cross, Muir, Wetton, Bruford)                      | 3:48 |
| 13. | Lark’s tongue in Aspic, Part two (Fripp)                                    | 7:02 |

| Nr. | Titel                                                                  | Duur  |
| --- | ---------------------------------------------------------------------- | ----- |
| 1.  | Indiscipline (Fripp, Belew, Bruforn, Levin)                            | 7:59  |
| 2.  | The construkction of light (Part one) (Fripp, Belew, Mastelotto, Gunn) | 6:05  |
| 3.  | Epitaph (Fripp, Sinfield, Lake, Giles, Ian McDonald)                   | 8:33  |
| 4.  | Banshee legs bell hassel (Harrison, Mastelotto, Rieflin)               | 1:40  |
| 5.  | Easy money (Fripp, Wetton, Palmer-James)                               | 9:56  |
| 6.  | Interlude (Fripp)                                                      | 2:47  |
| 7.  | The letters (Fripp, Sinfield)                                          | 6:12  |
| 8.  | The sailor’s tale (Fripp)                                              | 6:24  |
| 9.  | Catalyrikc no. 9 (Harrison, Mastelotto, Stacey)                        | 1:12  |
| 10. | Meltdown (Fripp, Jakszyk)                                              | 4:22  |
| 11. | Radical action II (Fripp)                                              | 2:28  |
| 12. | Level Five (Fripp, Belew, Mastelotto, Gunn)                            | 7:08  |
| 13. | Starless (Fripp, Bruford, Cross, Wetton, Palmer-James)                 | 12:46 |

| Nr. | Titel                                                              | Duur  |
| --- | ------------------------------------------------------------------ | ----- |
| 1.  | Peace- an end (Fripp, Sinfield)                                    | 1:56  |
| 2.  | Pictures of a city (Fripp, Sinfield)                               | 8:22  |
| 3.  | Devil dogs of Tessellation Row (Harrison, Mastelotto, Rieflin)     | 3:10  |
| 4.  | Fracture (Fripp)                                                   | 3:10  |
| 5.  | The court of the Crimson King (Sinfield, McDonald)                 | 7:03  |
| 6.  | Heroes (David Bowie, Brian Eno)                                    | 4:42  |
| 7.  | 21st Century schizoid man (Fripp, Sinfield, Lake, Mcdonald, Giles) | 13:13 |
| 8.  | Discipline (Fripp, Belew, Levin, Bruford)                          | 5:29  |
| 9.  | Moonchild (Fripp, Sinfield, Lake, McDonald, Giles)                 | 2:27  |
| 10. | Tony’s cadenza (Levin)                                             | 1:20  |
| 11. | Jeremy’s cadenza (Stacey)                                          | 1:06  |
| 12. | Breathless (Fripp)                                                 | 4:59  |
| 13. | Cool jam (improvisatie)                                            | 2:31  |

| Nr. | Titel                                                      | Duur  |
| --- | ---------------------------------------------------------- | ----- |
| 1.  | Walk on                                                    | 3:28  |
| 2.  | Neurotica                                                  | 4:51  |
| 3.  | Pictures of a city                                         | 8;23  |
| 4.  | Cirkus                                                     | 7:34  |
| 5.  | Lizard (The battle of glass tears, Dawn song)              | 2:19  |
| 6.  | Lizard (The battle of glass tears, Last skirmish)          | 6:10  |
| 7.  | Lizard (The batlle of glass tears, Prince Rupert’s lament) | 2:26  |
| 8.  | Epitaph                                                    | 2:26  |
| 9.  | Davil dogs of Tessellation Row                             | 8:31  |
| 10. | Fracture                                                   | 3:09  |
| 11. | Islands                                                    | 11:05 |
| 12. | Indiscipline                                               | 10:10 |
| 13. | Peace- an end                                              | 8:03  |
| 14. | Easy money                                                 | 1:56  |
| 15. | Intterlude                                                 | 9:55  |
| 16. | The letters                                                | 2:47  |
| 17. | The sailor’s tale                                          | 6:13  |
| 18. | Catalytikc no. 9                                           | 1:13  |
| 19. | Fallen angel                                               | 6:00  |
| 20. | The talking drum                                           | 3:48  |
| 21. | Lark’s tongue in Aspic, Part Two                           | 6:51  |
| 22. | Starless                                                   | 13;24 |
| 23. | The hell hounds of Krim                                    | 3:38  |
| 24. | 21st century schizoid man                                  | 13:58 |